# فهد الحمد
فهد رشيد الحمد (مواليد 1 يوليو 1998) هو لاعب كرة قدم سعودي يلعب حاليًا في النادي الاهلي.

## مسيرة اللاعب
مثل نادي النصر في الفئات السنية و خاض تجربة احترافية مع نادي سياريس الإسباني و وقع مع نادي التعاون في عام 2019 و انتقل إلى نادي الاهلي السعودي في عام 2021.

## روابط خارجية
- فهد الحمد على موقع Soccerway.com (الإنجليزية)